# محمد عبد القادر بامطرف
محمد عبد القادر بامطرف الكندي أديب ومؤرخ يمني، له دور سياسي واجتماعي وثقافي.

## مولده
ولد في الشحر يوم الجمعة 25 يونيو 1915م الموافق 12 شعبان 1333هـ.

## دراسته
تلقى دراسته الأولية في مدرسة مكارم الأخلاق الابتدائية منذ عام 1921م حتى عام 1924م. تلقى دراسته الثانوية بعدن. حصل على شهادة الدراسة التجارية بغرفة التجارة بلندن عام 1935م. تلقى دورة في الاختزال والطباعة السريعة والترجمة في جامعة كامبردج.
في عام 1937م عمل في شركة البس بالحديدة بين عامي 1937 1938 م عمل مترجما مع سيف الإسلام الحسين أثناء زيارته إلى بريطانيا. عمل موظفاً في إدارة الاستشارة البريطانية منذ عام 1939م إلى عام 1949م.حصل على دورة تدريبية في الإدارة العامة في جامعة الخرطوم بالسودان. قام بفهرسة المكتبة السلطانية عند تأسيسها قبل الاستقلال. تحول عمله إلى الحكومة القعيطية من عام 1950م حتى 1/6/1963م.

## مؤلفاته ومشاركاته
من مؤلفاته المطبوعة: 
- الشهداء السبعة
- في سبيل الحكم
- المعلم عبد الحق
- الجامع
- الميزان
- الإقطاعيون كانوا هنا
- الرفيق النافع في منظومتي الملاح باطايع
- المختصر في تاريخ حضرموت العام
- لمحات من تاريخ سقطرى
- معجم الأمثال والاصطلاحات العامية المتداولة في حضرموت.

له عديد من الدراسات الأدبية والتاريخية من بينها دراسة عن شعر الغزل عند المحظار ودراسة شعر الأستاذ حسين محمد البار. كما كتب مقدمات عدد من الكتب الأدبية والتاريخية من بينها: شهداء القصر للأستاذ أحمد عوض باوزير، ودموع العشاق وابتسامات العشاق ديوانا الشاعر حسين أبوبكر المحظار، والحذاء مجموعة القاص عبد الله سالم باوزير، وخواطر في أنغام للشاعر صالح عبد الرحمن المفلحي. كتب المسرحية والقصة القصيرة، ومن مسرحياته التي أخرجت ومثلت أكثرها: الميكرفون، الشيخ الكبير، زهرة مزقتها العواصف، سور الشحر. ومن قصصه القصيرة: سر الاسم، هدية العيد، ما هو السؤال، السمكة والسنارة وقد نشرت جميعها في صحيفة الشرارة. قام بمراجعة وتدقيق ترجمة كتاب (نثر وشعر من حضرموت) للمستشرق البريطاني سارجنت الذي ترجمه الأديب الشاعر الأستاذ سعيد محمد دحي. شارك في العديد من الندوات وله اسهامات صحفية في صحف الطليعة والرائد والرأي العام التي كانت تصدر قبل الاستقلال وفي بعض الصحف التي كانت تصدر في عدن في فترة الأربعينيات.

## وفاته
توفي رحمه الله في المكلا بتاريخ الأول من يوليو عام 1988م.